# Nicarbazine
Nicarbazine is een coccidiostaticum, een diergeneeskundig middel dat toegevoegd wordt aan het voeder van mestkippen ter preventie van coccidiosis. Dit is een infectie door microscopische, eencellige Coccidia-parasieten.
Chemisch is het een equimolair complex van twee verbindingen, die een elektronendonor/acceptorpaar vormen. N,N'-bis(4-nitrofenyl)ureum dat elektronenarme amidegroepen bevat is de acceptor en 4,6-dimethyl-2(1H)-pyrimidinon (ook bekend onder de naam van het tautomeer 2-hydroxy-4,6-dimethylpyrimidine), met elektronenrijke stikstofatomen is de donor. Het wordt sedert 1955 gebruikt, toen de Food and Drug Administration in de Verenigde Staten een eerste toelating verleende voor nicarbazine. Het werd door Merck & Co. gepatenteerd.
In een advies van maart 2010 heeft de Europese Autoriteit voor voedselveiligheid geoordeeld dat nicarbazine (merknaam Koffogran) veilig kan gebruikt worden tot een maximale dosis van 125 mg/kg voeding van mestkippen tot een leeftijd van 28 dagen.
Nicarbazine wordt ook gecombineerd met narasin, dat ook werkzaam is tegen Clostridium.